# Philippe Laguerie
Philippe Laguerie IBP (ur. 30 września 1952) – francuski ksiądz, założyciel i pierwszy przełożony generalny Instytutu Dobrego Pasterza, w przeszłości członek Bractwa Świętego Piusa X.
29 czerwca 1979 wyświęcony na prezbitera przez Marcela Lefebvre'a, założyciela Bractwa Świętego Piusa X. W latach 1984–1997 pełnił posługę duszpasterską w kościele Saint-Nicolas-du-Chardonnet w Paryżu. We wrześniu 2004 został usunięty z szeregów Bractwa.
8 września 2006 dekretem Stolicy Apostolskiej został powołany Instytut Dobrego Pasterza, którego pierwszym przełożonym generalnym został Laguerie. Funkcję tę sprawował do 31 sierpnia 2019. 